# Phidippus pius
Phidippus pius är en spindelart som beskrevs av Rudolph Herman Christiaan Carel Scheffer 1905. Phidippus pius ingår i släktet Phidippus och familjen hoppspindlar. Inga underarter finns listade i Catalogue of Life.